# انتخابات الرئاسة المصرية 2018
الانتخابات الرئاسية المصرية للعام 2018 هي رابع انتخابات رئاسية تعددية مباشرة في تاريخ مصر وثالث انتخابات رئاسية بعد ثورة 25 يناير. كان من المقرر إجراؤها في الفترة ما بين 8 فبراير 2018 حتى 8 مايو 2018، إلا أن الهيئة الوطنية للانتخابات في مصر قدَّمت موعدها بحيث بدأت أولى إجراءاتها بتلقي طلبات الترشح في 20 يناير 2018. وبعد غلق باب الترشح وانتهاء فترة التظلمات تبقى مرشحين فقط هما عبد الفتاح السيسي وموسى مصطفى موسى.
فاز السيسي بالانتخابات بنسبة 97٪ بحسب النتائج الرسمية. وصفت 14 منظمة حقوقية الإنتخابات بأنها «هزلية». وذكرت أن السلطات «داست حتى على الحد الأدنى من المتطلبات لإجراء انتخابات حرة ونزيهة»، وخنقت الحريات الأساسية وقضت على المنافسين الرئيسيين. المنافس الوحيد للسيسي هو موسى مصطفى موسى وهو سياسي آخر موالي للحكومة.

## النظام الانتخابي

### نظام الانتخابات
تجرى انتخابات الرئاسة المصرية باستخدام نظام الدورتين. ينص الدستور المصري على ألا تبدأ إجراءات الانتخاب قبل أكثر من 120 يوما من تاريخ انتهاء فترة الرئاسة الحالية التي تنتهي في 7 يونيو 2018 وأن تعلن النتائج في موعد أقصاه 30 يوما قبل تاريخ الانتهاء من فترة الرئاسة المنتهية.

### الجدول الزمني
حددت الهيئة الوطنية للانتخابات في مصر الجدول الزمني النهائي الملزم لـ انتخابات الرئاسة المصرية 2018، بحيث يبدأ تلقي طلبات الترشح في 20 يناير 2018 ولمدة 10 أيام، وتم تحديد أيام 16؛ 17 و18 مارس لتصويت المصريين في الخارج، على أن يبدأ التصويت في الداخل من 26 من الشهر نفسه ولمدة 3 أيام، وستُعلن نتيجة الانتخابات في 2 أبريل/نيسان، وفي حال أسفرت النتائج عن الحاجة لإعادة ستجرى انتخابات في الفترة من 19 إلى 21 من الشهر نفسه بالنسبة للمصريين في الخارج، وفي الداخل ستجرى الإعادة من 24 إلى 26 أبريل، وتعلن النتيجة النهائية في الأول من مايو/أيار.
يحدد الدستور آلية الترشح، بأنه «يُشترط لقبول الترشح لرئاسة الجمهورية أن يزكّي المترشحَ عشرون عضواً على الأقل من أعضاء مجلس النواب، أو أن يؤيده ما لا يقل عن خمسة وعشرين ألف مواطن ممن لهم حق الانتخاب في خمس عشرة محافظة على الأقل، وبحد أدنى ألف مؤيد من كل محافظة منها. وفى جميع الأحوال، لا يجوز تأييد أكثر من مترشح، وذلك على النحو الذي ينظمه القانون.»

## انتقاد ودعوة للمقاطعة
وجه مفوض الأمم المتحدة لحقوق الإنسان زيد بن رعد انتقادا لوضع الانتخابات في مصر حيث قال:«إن المرشحين المحتملين تعرضوا، كما أفيد، للضغط للانسحاب من السباق الانتخابي من خلال طرق منها الاعتقالات.» وأضاف «أن القانون يمنع المرشحين ومؤيديهم من تنظيم المسيرات، كما تم إسكات وسائل الإعلام المستقلة مع الحجب الكامل لأكثر من 400 موقع لوسائل إعلامية ومنظمات غير حكومية، وفقا لما نقله موقع أخبار الأمم المتحدة.» وذكر أن مكتبه يتلقى تقارير عن استهداف المدافعين عن حقوق الإنسان والصحفيين وناشطي المجتمع المدني وداعمي جماعة الإخوان المسلمين.
وذكر موقع بي بي سي عربي أن هناك انقساما بين دعوات المقاطعة والحث على المشاركة، وذكر أن من بين الداعين للمقاطعة الحركة المدنية الديمقراطية، التي تضم ثمانية أحزاب وعشرات الشخصيات السياسية. حيث اعتبر دعاة المقاطعة أن «تلك الانتخابات "شكلية"» بعد ما وصفوه بـ«تجفيف المشهد السياسي المصري»، في حين رأي الداعمون أن المقاطعة «خيانة للوطن». وقال خالد داود -رئيس حزب الدستور- وعضو الحركة المدنية الديمقراطية، في تصريحات له: «"موقفنا لم يتغير. ما زلنا نرى أنه لا توجد انتخابات في مصر. ما نشهده أقل حتى من استفتاء"». وفي حين يرى المؤيدون للسيسي أن غياب المنافسة الحقيقية يرجع إلى فشل المعارضة، رد خالد داوود: «"كان هناك أربعة مرشحين محتملين، أحدهم سُجن وهو رئيس الأركان السابق الفريق سامي عنان، بينما تم الضغط على الفريق أحمد شفيق ليتراجع عن الترشح"، أما خالد علي، فقد تم تشويه سمعته وتلفيق قضيه له، ومحمد أنور السادات، وهو معارض غير شرس للنظام، قرر الانسحاب بعد أن تأكد أن كل أجهزة الدولة وأدواتها تعمل من أجل ضمان أن يبدو الأمر وكأن الشعب يبايع الرئيس السيسي"».
وكان تقرير لشبكة الجزيرة قد ذكر اتساع نطاق المقاطعة للانتخابات، في حين وصف المؤيديون أن دعوات المقاطعة ممولة من الخارج ويقودها أعداء الوطن لإسقاط مصر.
- أعلنت الحركة المدنية الديمقراطية في 30 يناير 2018 أنها ستقاطع التصويت.[14]

## تسلسل الأحداث

### المناخ السياسي
قبل انتهاء الفترة الرئاسية للسيسي بعامين بدأت التحليلات السياسية بتوقع مشاركة عدة مرشحين في الانتخابات الرئاسية المصرية 2018، وربطها بتراجع شعبية السيسى بعد سلسلة من السياسات الاقتصادية أدت لاقتصاد متبلد وتردي الأوضاع المعيشية، وكذلك كانت التوقعات ببقاء السيسي في الحكم في انتخابات 2018؛ وذلك بربطه بعدم سماح النظام الحالي والمؤسسة العسكرية بدخول منافسين وحسم الصراع لصالحه. بالإضافة لربط ذلك بتحسن علاقاته مع السعودية ومتانتها مع ترمب وبوتين ووجود برلمان موالي واعتباره ملحقا بالسلطة التنفيذية وغير قادر على دعم مرشحين آخرين علانية.

### اقتراحات تمديد فترة الرئاسة
في فبراير 2017، دعا إسماعيل نصر الدين، نائب في البرلمان المصري إلى تعديل الدستور لتمديد طول الفترة الرئاسية في البرلمان لتصبح ست سنوات بدل أربعة دون التقدم بطلبه للبرلمان، وكرر اقتراحه في أكتوبر معلنا عزمه التقدم بالمقترح للبرلمان، وأيده نائب آخر هو جمال عبد العال عضو ائتلاف دعم مصر الموالي وصاحب الأغلبية البرلمانية  وكانت تلك التعديلات إن مرت عودة إلى طول المدة الدورة الرئاسية قبل ثورة 25 يناير، والتي تم تقليصها عبر إستفتاء على تعديلات دستورية في مارس 2011 ، إلى أربع سنوات. لم يمرر الاقتراح، وعبرت جهات متنوعة عن معارضتها للاقتراح على أسس دستورية، سياسية واقتصادية، فصرح عمرو موسى بضرورة «احترام الدستور وليس إلى التشكيك فيه» وأشار النائب احمد طنطاوي إلى أن التوجهات داخل البرلمان في إتجاه مخالف تماما للمطالبات الشعبية.

### إعلانات نوايا الترشح والانسحابات (قبل فترة تقديم الطلبات)
أشارت شخصيات سياسية ومرشحة محتملة للرئاسة عن القلق لعدم التزام مؤسسات الدولة الحياد وعدم الوقوف على مسافة واحدة من جميع المتنافسين قبل وأثناء وبعد الانتخابات، ومطالبات بضمانات لنزاهة الانتخابات، وقال المرشح المحتمل آنذاك خالد علي «نستعد لهذه الانتخابات بلا أوهام حول نزاهة الخصم أو عدالة السياق الذي تجري فيه العملية الانتخابية الآن، ولكننا لم ولن نكون جزء من ملهاة سياسية أو انتخابية، وسنناضل إلى جانب غيرنا من القوى الديمقراطية لانتزاع ضمانات حقيقية لتلك المعركة من أجل فتح المجال العام واتساع رقعته، وانتزاع حقوقنا من خلال عملنا في الشارع، ولن ننتظرها منحة من خصومنا».
في أواخر نوفمبر2017، أعلن أحمد شفيق عن رغبته بالترشح، وشفيق هو رئيس الوزراء الأسبق، والمرشح السابق في انتخابات 2012، الذي عاد من الإمارات التي ظل فيها منذ 2012 واستقبلته جهات أمنية في المطار ووسط شعور عام بتعرضه لضغوطات، كما أعلن عقيد بالجيش إسمه أحمد قنصوة رغبته بالترشح، تعرض بعدها قنصوه للاعتقال، وتحدث شفيق عن اعتقال 3 من مؤيديه أما محمد أنور السادات فتقدم بخطاب لرئيس الهيئة الوطنية للانتخابات، المستشار لاشين إبراهيم يشتكي فيه تدخلات أجهزة الدولة والأجهزة الأمنية في نشاط حزبه المتعلق بالانتخابات، وعدم حياد مؤسسات الدولة تجاه حملات دعم المرشحين، كما طالب خالد علي بفتح المجال العام أمام المجتمع ككل للممارسة السياسية، ووقف حجب المواقع الإلكترونية الصحفية والحقوقية، وإنهاء حالة الطوارئ قبل البدء في العملية الانتخابية، وزيادة مدة الدعاية الانتخابية عن 20 يوم فقط الموجودة بالقانون، وكفالة حق المرشحين وحملاتهم في عقد المؤتمرات وتنفيذ الدعاية الانتخابية دون تطبيق قوانين التظاهر والتجمهر والطوارئ عليهم، ووقف إنفاق المال العام المملوك للدولة في الدعاية الانتخابية للرئيس الحالي، كما طالب بوقف ما وصفها «بحملات التأييد الزائفة للرئيس الحالي». وأصدرت منظمات حقوقية بيانا قالت فيه أن «الوضع السياسي الحالي لا ينم على وجود إرادة سياسية لإجراء انتخابات رئاسية حقيقية وتعددية» ويسعى لتحويل الإستحقاق الانتخابي إلى استفتاء؛ مطالبة الدولة بمجموعة تدابير تكفل ضمانات أولية سابقة على العملية الانتخابية، اكما حُكم على قنصوه بالحبس 6 سنوات بتهمة الإضرار «بمقتضيات النظام العسكري» في ديسمبر.
في 7 يناير 2018 أعلن شفيق التراجع عن الترشح، ونفى تعرضه لضغوط، بينما نشرت صحف أخبار تشير لتعرضه لضغوطات من الحكومة عبر التهديد بالتحقيق في تهم فساد قديمة ضده، وفي 14 يناير تراجع محمد أنور السادات، موضحا أن المناخ العام غير مناسب، تعرض أعضاء حملته والداعمين له للتضييق والملاحقة الأمنية، خاصة مع استمرار حالة الطوارئ والعمل بقانون التظاهر، مشيرًا إلى تعرض بعضهم بالفعل لتضييق أثناء محاولاتهم تحرير توكيلات له بالشهر العقاري. وفي تلك الفترة، كان 516 من نواب البرلمان قد وقعوا استمارة تزكية للرئيس عبد الفتاح السيسي للترشح لدورة ثانية، فيما ظل 79 نائب دون إعلان لمرشحيهم، حيث أن الدستور المصري يسمح بتزكية 20 نائب برلماني لمرشح كي يتقدم دون جمع توكيلات.
في 19 يناير في بث متلفز مباشر لكلمة ألقاها في مؤتمر "حكاية وطن" الذي يعرض إنجازاته أعلن السيسي عن ترشحه للرئاسة لفترة ثانية، وتعهد خلال كلمته بأن تكون الانتخابات الرئاسية مثالا للنزاهة والشفافية، وقال «لقد تحملت أمانة المسؤولية، وبذلت كل الجهد لصيانة الأمة، وأؤكد لكم لا أستطيع البقاء على غير إرادة المصريين»" كما قال انه "يعرف اللصوص والفاسدين جيداً، ولن يسمح لهم بالاقتراب من مقعد الحكم في مصر"، وموجها حديثه لمن وصفهم باللصوص والفاسدين قائلا "احذروا مني" مؤكدا بأنه سيمنعهم من كرسي الحكم.

### فترة تقديم طلبات الترشح
بحسب الهيئة الوطنية للانتخابات فإن فترة تقديم طلبات الترشح تبدأ في 20 يناير وتنتهي في 29 يناير 2018، وبعد فتح باب تقديم الطلبات، وبعد إعلان السيسي بساعات ووجود مرشح وحيد أمامه هو خالد علي، أعلن الفريق سامي عنان، الرئيس السابق لأركان الجيش المصري نيته الترشح، ودعا مؤسسات الدولة المدنية والعسكرية للوقوف على الحياد بين جميع من أعلنوا نيتهم الترشح للرئاسة. وحدد نائبين مدنيين له هما هشام جنينة وحازم حسني، وهو ما اعتبر تغييرا في أجواء الانتخابات المرتقبة وتحريكا للركود السياسي فيها، وتحديا قويا أمام السيسي ما لبث أن تعرض العاملون في حملته لمطاردات وتعرّض هو للاعتقال في 23 يناير، ونشر بيان من المجلس الأعلى للقوات المسلحة بعدها بقليل يصرح بأن عدم أخذ عنان الموافقة من القوات المسلحة أو اتخاذ ما يلزم من إجراءات لإنهاء استدعاءها له يمثل خرقا، وما تضمنه خطابه يُعد تحريضا ضد القوات المسلحة، وإتهامه بالتزوير في المحررات الرسمية بما يفيد إنهاء خدمته في القوات المسلحة أسباب تستدعي مثوله أمام جهات التحقيق المختصة - بحسب البيان. وشطبت الهيئة الوطنية للانتخابات اسم سامي عنان من سجلات الناخبين غداة بيان الجيش.
تقدمت الحملة الانتخابية للسيسي في اليوم التالي بأوراق ترشّحه في 24 يناير 2018، كما أعلن خالد علي عن تراجعه عن خوض انتخابات الرئاسة، وأرجع ذلك إلى «"غياب الرغبة لدى السلطة الحالية لإجراء انتخابات رئاسية حقيقية عبر تشويه كافة المنافسين أمام الرئيس الحالي». مما يجعل عليه أن يحصل على نسبة 5٪ من أعداد المقيدين بجداول الانتخابات للعام الحالي (وليس من الناخبين وحسب)، وفقًا لقانون الانتخابات الرئاسية رقم 22 لسنة 2014، الذي ألغى التزكية في انتخابات الرئاسية، التي كان المرشح يفوز فيها بمجرد عدم خوض منافسين الانتخابات، إلا بعد الحصول على النسبة المقررة في القانون، وفي حالة عدم حصول المرشح على تلك النسبة، تعلن انتخابات جديدة خلال 15 يوما.
تكاثف الجهود لإقناع شخصيات مصرية معروفة بالترشح لمواجهة الرئيس المصري الحالي عبد الفتاح السيسي على كرسي الرئاسة  وتواترت الأنباء عن اتصالات لإيجاد مرشح أمام السيسي، منها مع المرشح السابق في انتخابات 2012 و2014 حمدين صباحي وأنه رفض تكرار التجربة ومع رئيس حزب الوفد السيد البدوي  الذي كان قد أعلن عن السيسي مرشحا له قبلها بأسابيع، وبينما أجرى السيد بدوي الكشف الطبي يوم الجمعة، آخر يوم للتقديم تمهيدا لإعلانه الترشح  ظل أعضاء الحزب في حالة من الجدل والانقسام أمام خيارات دعم السيسي أو ترشيح سيد البدوي لإنقاذ الانتخابات إو مقاطعة الانتخابات  وبين تسأولات حول مصير الأحكام القضائية السابقة ضده. رفضت الهيئة العليا لحزب الوفد ترشح رئيس الحزب السيد البدوي للانتخابات الرئاسية في 27 يناير 2017. وانتقدت شخصيات عدة ما وصفته «بالمسرحية» ومحاولة إيجاد «كومبارس» و«دوبلير» في إشارة للبحث عن منافس شكلي للسيسي.
نادت شخصيات سياسية بارزة في بيان لها في 28 يناير 2018 ل«مقاطعة هذه الانتخابات كليا وعدم الاعتراف بأي مما ينتج عنها» واصفين سياسة الدولة بأنها «تمهد بشكل واضح لتغيير الدستور بفتح مدد الرئاسة والقضاء على أي فرصة للتداول السلمي للسلطة»، ومنهم عبد المنعم أبو الفتوح ومحمد أنور السادات وهشام جنينة بينما أيد حزب النور السلفي ترشح السيسي ودعا السادات في بيان منفصل زعماء الأحزاب والشخصيات العامة للاجتماع مع السيسي و«تقديم مطالب محددة حول مستقل التحول الديقراطي وممارسة العمل السياسي والإعلامي في الفترة القادمة في ظل ما تشهده الساحة المصرية من موت حقيقي للسياسة وتكميم للأفواه».
في آخر ساعات التقدم بأوراق الترشح، أعلن رئيس حزب الغد موسى مصطفى موسى ترشحه ليكون منافسا للسيسي، بالرغم من تصريحات دعمه للسيسي وصور تأييد للسيسي على مواقع التواصل الاجتماعي خاصته وإصداره بيانا في 24 أغسطس 2017 يعلن فيه عن تأسيس حملة "مؤيدون" لمساندة السيسى في الانتخابات الرئاسية 2018 وإطلاقه "حملة "كمل جميلك يا شعب" التي طالبت بترشح الرئيس السيسي في 2014.
في 15 فبراير، وبعد زيارة للندن قام بها أبو الفتوح أجرى خلالها مقابلة مع قناة الجزيرة انتقد فيها حبس رئيس أركان القوات المسلحة الأسبق سامي عنان، وحمّل السيسي مسؤولية ما حدث، والاعتداء على رئيس الجهاز المركزي للمحاسبات السابق هشام جنينة؛ جرى اعتقال أبو الفتوح.

## المرشحون

### المرشحون الرسميون

#### عبد الفتاح السيسي
الرئيس المنتهية ولايته الأولى، وقد أعلن في 19 يناير 2018 عن ترشحه للرئاسة لفترة ثانية. وكانت قد بدأت حملات لجمع توقيعات لترشيحه.

#### موسى مصطفى موسى
مهندس معمارى ورئيس حزب الغد وقد أعلن في يوم 29 يناير 2018 ترشحه رسمياً لانتخابات الرئاسة المصرية 2018، وأعلن أن الهيئة الوطنية للانتخابات المصرية قبلت أوراق ترشحه وقد تم استيفاء كافة الشروط المطلوبة.

### محاولات ترشح غير مكتملة

#### أحمد قنصوه
هو دكتور ومهندس معماري واستشاري ومدرس الهندسة المعمارية، وضابط عامل بالخدمة بالقوات المسلحة المصرية، حصل على الدكتوراه في الهندسة من جامعة كاليفورنيا في الولايات المتحدة.
بتاريخ 29 تشرين الثاني/نوفمبر 2017 أعلن العقيد المصري أحمد قنصوة بزيه العسكري عبر مقطع فيديو مسجل عزمه الترشح لمنصب رئيس الجمهورية في الانتخابات الرئاسية المصرية 2018 على ضوء أهداف ومطالب ثورة 25 يناير و30 يونيو تحت اسم «هناك أمل» وهو ما تسبب بحبسه بعد 4 أيام فقط من نشره الإعلان، بتهمة الإضرار بـ«مقتضيات النظام العسكري»، ليصدر في حقه يوم الثلاثاء 19 ديسمبر 2017 حكم بالسجن 6 سنوات مع الشغل والنفاذ حسب ما أصدرته المحكمة العسكرية المصرية بسبب مخالفته القانون العسكري للقوات المسلحة المصرية، واستخدام الزي العسكري في غير استخداماته الطبيعية. ما أثر موجة سخط وتضامن شكلت على إثرها حملة شعبية لدعم العقيد وجمع التوقيعات بغية تقديمها لوزير الدفاع الفريق صدقي صبحي، لمطالبته بعدم التصديق على الحكم الصادر ضد «قنصوة» والإفراج عنه فيما أعلن محاميه اللجوء للطعن في الحكم.

#### الفريق أحمد شفيق
هو رئيس الوزراء الأسبق، والمرشح السابق لرئاسة الجمهورية ضد الرئيس الأسبق محمد مرسي.
في 29 نوفمبر 2017 أعلن الفريق أحمد شفيق عبر مقطع فيديو مسجل بثته قناة الجزيرة التلفزيونية عزمه الترشح لمنصب رئيس الجمهورية في الانتخابات الرئاسية المصرية 2018 قبل أن يتراجع عن قراره معلنا انسحابه من السباق الرئاسي في 7 يناير 2018. حيث صرح في بيان رسمي نشره على صفحته بموقع تويتر: «كنت قد قررت لدى عودتي إلى أرض الوطن أن أعيد تقدير الموقف العام بشأن ما سبق وأن أعلنته أثناء وجودي بدولة الإمارات العربية المتحدة، مقدراً أن غيابي لفترة زادت عن الخمس سنوات ربما أبعدني عن المتابعة الدقيقة لما يجري على الأرض من تطورات وإنجازات رغم صعوبة الظروف التي أوجدتها أعمال العنف والإرهاب.»
هذا وتجدر الإشارة أن أحمد شفيق اتهم دولة الإمارات العربية المتحدة بمنعه من السفر بعد إعلان نيته الترشح للرئاسيات وهو ما نفاه وزير الدولة للشؤون الخارجية وجرى بموجبه ترحيله إلى مصر عوض فرنسا وجهته المرغوبة.
بتاريخ 8 يناير 2017 نشرت صحيفة نيويورك تايمز مقالا أكدت فيه أن انسحاب المرشح السابق أحمد شفيق قبل يوم من الإعلان عن الانتخابات رسميا كان بناء على تهديدات مارستها الحكومة المصرية من ضمنها تهم فساد وأحكام بالسجن وهو ما أكده محامي الفريق شفيق في تقرير آخر للصحيفة مفندا بذلك جل ادعاأت شفيق السابقة. فيما أكدت نيويورك تايمز امتلاكها لتسجيلات صوتية من ضابط في أحد الأجهزة الأمنية المصرية يدعى أشرف الخولي يوجه عدداً من الإعلاميين لممارسة ضغوطات أمام الرأي العام على المرشح السابق والرئيس الأسبق للقوات الجوية بغية إجباره على الانسحاب من السباق الرئاسي، وهي التسريبات الصوتية التي بثتها بالتوازي قناة الجزيرة وقناة مكملين المعارضة للنظام العسكري الحالي في مصر عبر برنامجها مصر النهاردة للإعلامي محمد ناصر يوم الإثنين 8 يناير 2018 لكل من مفيد فوزي، سعيد حساسين، عزمي مجاهد وغيرهم أثبت صحة تصريحات صحيفة نيويورك تايمز الأمريكية وأججت موجة من الغضب اتجاه عدد من الفنانين والإعلاميين على مواقع التواصل الإجتماعي.
هذا ونفى رئيس الهيئة العامة للاستعلامات المصرية ضياء رشوان تقرير صحيفة نيويورك تايمز الأميركية مؤكدا أنه لا يوجد في المخابرات المصرية شخص يدعى أشرف الخولي، فيما تبنت نيابة أمن الدولة العليا إجراء تحقيق عاجل حول ما نشرته الصحيفة لتضمينها أخباراً من شأنها المساس بالأمن والسلم العام وإلحاق الضرر بالمصلحة العامة للدولة المصرية.

#### خالد علي
محامي في مجال حقوق الإنسان والرئيس السابق للمركز المصري للحقوق الاقتصادية والاجتماعية (إيسر). بعد أن لعب دورا رئيسيا في عرقلة خطة الحكومة لنقل سيادة تيران وصنافير إلى المملكة العربية السعودية، أعلن عن ترشحه للرئاسة في مؤتمر صحفي عُقد في مقر حزب الدستور بتاريخ 8 نوفمبر 2017. وبعدها أعلن كل من المرشحين المحتملين حمدين صباحي والسفير معصوم مرزوق عن دعمهم لترشحه وعدم نيتهم خوض الانتخابات، كان قد سبق وناقش ترشيحه المحتمل مع وكالة أسوشيتد برس؛ وقال أن المشاورات جارية بين «القوى الديموقراطية والاجتماعية» لصياغة موقف مشترك حول الانتخابات والنظر في ما إذا كان سيتم إرسال مرشح أو مقاطعة. إلا أنه أعلن في 24 يناير 2018 تراجعه عن خوض انتخابات الرئاسة، وأرجع ذلك إلى «"غياب الرغبة لدى السلطة الحالية لإجراء انتخابات رئاسية حقيقية عبر تشويه كافة المنافسين" أمام الرئيس الحالي».

#### الفريق سامي عنان
الرئيس السابق لأركان الجيش المصري من عام 2005 حتى 2012 حين أعفاه الرئيس محمد مرسي من منصبه هو والمشير حسين طنطاوي وزير الدفاع آنذاك في أعقاب هجوم رفح في 2012.
في 20 يناير 2018 أعلن سامي عنان ترشحه للرئاسة ممثلا لحزب مصر العروبة الديمقراطى. حيث وصف متحدث الحزب في وقت لاحق بأن عنان هو مرشح حقيقي وجاد ولن يكون «كومبارس» في انتخابات الرئاسة على حد تعبيره. في 23 يناير/ كانون الثاني 2018 وبعد يومين من إعلانه الترشح للانتخابات الرئاسية المصرية، ألقى الجيش المصري في سابقة من نوعها القبض على أبرز منافس لمقعد الرئاسة وثالث مرشح رئيس أركان حرب القوات المسلحة المصرية الأسبق الفريق سامي عنان بتهم «الترشح دون الحصول على موافقة القوات المسلحة، والتحريض ضدها في بيان ترشحه، بغرض إحداث الوقيعة مع الشعب، وارتكاب جريمة التزوير في المحررات الرسمية» كما منعت وسائل الإعلام رسمياً من نشر الخبر. في حين نفى المنسق العام والمتحدث الرسمي للمرشح المصري محمود رفعت قطعا جل الأحداث مصرحاً في حوار مع قناة يورونيوز الأوروبية أنه في بادئ الأمر تم اختطاف الفريق سامي عنان أثناء توجهه إلى مكتبه حوالي الساعة ال11 صباحا، قبل أن تهاجم موكبه مجموعة من السيارات وتقتاده إلى وجهة غير معلومة، وأن الضغط الذي باشره مع الرأي العام واتصاله بالعديد من المسؤولين في أوروبا، والولايات المتحدة وأعضاء البرلمان الأوروبي والكونغرس الأمريكي، أجبر مدير مكتب السيسي إظهار بيان القوات المسلحة المصرية الركيك. كما أكد الدكتور حازم حسني المتحدث باسم الفريق كذلك إستبعاد تصفية المرشح سامي عنان مؤكدًا في المقابل تعرض المرشح وأعضاء حملته الانتخابية لضغوطات وتهديدات بفضائح جنسية ومالية وعائلية من قبل ترشحه، مؤكدا عدم معرفته أو أسرته أو محاميه بمكان احتجازه إلى الآن.
في 27 يناير 2018 وحسب ما أوردته تقارير صحفية تعرض الرئيس السابق للجهاز المركزي للمحاسبات ومعاون عنان المستشار هشام جنينة لمحاولة اغتيال بأسلحة بيضاء أمام المحكمة الإدارية العليا خلال محاولته الطعن على قرار استبعاد عنان. فيما جرى اعتقاله عسكريا صباح الثلاثاء 13 فبراير وإحالته إلى المحاكمة العسكرية، بعد تصريحات اكد فيها امتلاك رئيس أركان الجيش المعتقل «أدلة تُدين الكثير من قيادات الحكم الحالية، عقب ثورة 25 يناير 2011». هذا وقد خلفت عملية اعتقال عنان إيقاف حملته الانتخابية لنشاطها وخروجه السباق الرئاسي.

#### السيد البدوي
سياسي ورجل أعمال مصري ورئيس حزب الوفد، أعلن ترشحه لانتخابات الرئاسة وقدم طلب لإجراء الفحوصات الطبية وتوقيع الكشف الطبي عليه.
في 27 يناير 2018 أعلنت الهيئة العليا لحزب الوفد رفض طلب رئيس الحزب السيد البدوي الترشح لانتخابات الرئاسة، حيث قررت الهيئة العليا للحزب تجديد التأكيد على قرارها السابق بتأييد وانتخاب عبد الفتاح السيسي لفترة رئاسية ثانية.

#### عصام حجي
هو عالم فضاء مصري، حصل على درجة الدكتوراه في علم الفلك وعلوم الكواكب عام 2002 ويعمل حاليا في مجال علوم الكواكب في ناسا. أعلن عن نيته المشاركة في الانتخابات في أواخر يوليو/تموز 2016 في مقابلة مع قناة العربي التلفزيونية، ووعد بإنشاء «فريق رئاسي» يعمل من أجل الوحدة الوطنية والمساواة والتعليم. وأوضح بعدها أن الفريق الرئاسي لم يكن إعلان لترشحه الشخصي نظرًا لعدم انطباق شروط الترشح عليه وإنما سيدعم هذا الفريق أحد المرشحين. إلا أن عضوا بالمكتب السياسي لمبادرة الفريق الرئاسي المصري لانتخابات 2018 أعلن مقاطعة الانتخابات الرئاسية 2018.

### إعلانات ترشح غير جادة

#### مرتضى منصور
محامي سابق والرئيس السابق لنادي الزمالك، أعلن أنه سيجمع توكيلات من نواب البرلمان لخوض انتخابات الرئاسة. وكان قد تقدم بالفعل بالترشح لانتخابات الرئاسة في عام 2012 عن حزب مصر القومي ولكن تم استبعاده لوجود نزاع على رئاسة الحزب بينه وبين المرشح أحمد عوض الصعيدي والذي تم استبعاده أيضا. كما أعلن ترشحه للانتخابات الرئاسية 2014، ثم أعلن انسحابه لاحقا.
وفي 26 يناير 2018 أعلن انسحابه من الترشح للرئاسة، وأعلن أنه سيعقد مؤتمرا صحفيا لإعلان أسباب انسحابه.

#### منى البرنس
دكتورة جامعية بجامعة قناة السويس أعلنت عن نيتها الترشح لرئاسة الجمهورية.

#### محمود رمضان
رجل أعمال مصري قد أعلن عن ترشحه للرئاسة، كما دشن موقعا إليكترونيا نشر فيه ملامح برنامجه الانتخابي.

## الرموز الانتخابية والدعاية
تم تخصيص رمز النجمة للمرشح عبد الفتاح السيسي، ورمز الطائرة للمرشح موسى مصطفى موسى.
ظهرت دعاية انتخابية مكثفة للمرشح عبد الفتاح السيسي، بينما خلت الشوارع من أية دعاية للمرشح موسى مصطفى موسى، ما أدى إلي تهكم جريدة اليوم السابع عند ظهور صورة دعاية على مقر حزب الغد لموسى مصطفى، فأصدرت مقالا بعنوان: «شاهد.. لافتة موسى مصطفى موسى الدعائية بوسط البلد». وعلق موسى مصطفى على ضعف الدعاية بقوله: «الدعاية في حدود إمكاناتنا.. والتبرعات قليلة» كما أشار إلى أن «دعاية الرئيس السيسي إهداءات وهذا شئ طبيعى، ولا نمتلك هذه الفرصة ونعتمد على أنفسنا».
اختارت حملة السيسي شعار «كلنا معاك»، بينما اختارت حملة موسى مصطفى شعار «هنكمل..هنطور..مصر أحلى».

## التصويت بالداخل والخارج

### التصويت بالخارج
مر يومي التصويت بالخارج (17-18 مارس) دون أن يصدر أية بيانات رسمية عن سيرها أو نتائجها على موقع لجنة الانتخابات.

### التصويت بالداخل
مر أول يومين للانتخابات في الداخل وسط ضعف إقبال الناخبين. وفي حين أرجع أحد البرلمانيين سبب ضعف مشاركة الشباب في التصويت إلى «قرب الامتحانات»، وقَدَّر أن مشاركة الشباب لم تتجاوز 20% وأن معظم المشاركين من النساء، قال أحد القياديين بحزب الوفد أن سبب ضعف إقبال الشباب أنه: «جاتلهم قمصة سياسية». إلا أن رئيس الوزراء قد صرح بأنه يتوقع زيادة الإقبال.

## النتائج النهائية للانتخابات
أشارت النتائج الأولية إلى حصول السيسي على ما يقرب من 92% بينما يأتي موسى مصطفى في المركز الثالث بعد الأصوات الباطلة، كما كان الحال في انتخابات 2014. وفي يوم 2 أبريل 2018 أعلنت الهيئة الوطنية للانتخابات المصرية أن السيسي تمكن من الفوز في الانتخابات، بعدما حصد 21 مليون و835 ألف و837 صوتًا أي بنسبة 97.08% من الأصوات الصحيحة، فيما حصل موسى مصطفى موسى على أكثر من 665 ألف بنسبة 2.92%. وقال رئيس الهيئة المذكورة أن هذه الانتخابات الرئاسية شهدت تصويت 157 ألف و60 ناخبًا في الخارج، و24 مليون و97 ألف و92 ناخبًا، بنسبة 41.05%. وأن إجمالي عدد من أدلوا بأصواتهم بلغ نحو 24 مليونًا و250 ألف ناخب من إجمالي 59 مليون ناخب تقريبًا لهم حق التصويت. وقد أعلنت اللجنة على موقعها الأرقام التالية:
|                   | عدد المسجلين | عدد الحضور | نسبة المشاركة | الأصوات الصحيحة | السيسي   | الأصوات الباطلة | موســـي |
| ----------------- | ------------ | ---------- | ------------- | --------------- | -------- | --------------- | ------- |
| العدد             | 58921078     | 24254152   | 41.16%        | 22491921        | 21835387 | 1762231         | 656534  |
| النسبة من الحضور  |              | 41.16%     |               | 92.73%          | 90.03%   | 7.27%           | 2.71%   |
| النسبة من الصحيحة |              |            |               |                 | 97.08%   |                 | 2.92%   |

## تشكيل لجنة الانتخابات الرئاسية
تشكلت لجنة الانتخابات الرئاسية بموجب قرار رئاسي على النحو التالي:

رئيس اللجنة
- المستشار / لاشين إبراهيم محمد سليمان لاشين - نائب رئيس محكمة النقض

 أعضاء اللجنة 
- المستشار / محمود محمد حلمي أحمد الشريف - نائب رئيس محكمة النقض.
- المستشار / محمود محمد عبد الحميد سليمان - الرئيس بمحكمة استئناف القاهرة.
- المستشار / اسر السيد أحمد أحمد علي المعبدي - الرئيس بمحكمة استئناف طنطا.
- المستشار / أحمد عبد الحميد حسن عبود - نائب رئيس مجلس الدولة.
- المستشار / فارس سعد فام حنضل - نائب رئيس مجلس الدولة.
- المستشار/ هاني محمد علي محمد - نائب رئيس هيئة قضايا الدولة.
- المستشار/ عبد السلام محمود عبد السلام محمد رمضان - نائب رئيس هيئة قضايا الدولة.
- المستشار/ محمد أبو ضيف باشا خليل - نائب رئيس هيئة النيابة الإدارية.
- المستشار/ خالد يوسف إبراهيم عراق - نائب رئيس هيئة النيابة الإدارية.